# Кубок Румунії з футболу 1995—1996
Кубок Румунії з футболу 1995—1996 — 58-й розіграш кубкового футбольного турніру в Румунії. Титул здобула Стяуа.

## 1/16 фіналу
| Команда 1                      | Рахунок      | Команда 2                  |
| ------------------------------ | ------------ | -------------------------- |
| 16 грудня 1995                 |              |                            |
| Фореста (Фелтічень) (2)        | 1:1 пен. 5:3 | Рапід (Бухарест)           |
| Арметура (Залеу) (3)           | 0:0 пен. 5:3 | Університатя (Крайова)     |
| Данубіана (Бухарест) (3)       | 5:1          | Політехніка Тімішоара      |
| Глорія (Корнешти) (3)          | 0:1          | Глорія (Бистриця)          |
| Дунеря (Келераші) (2)          | 1:3          | Націонал (Бухарест)        |
| Спортул Муніципал (Васлуй) (3) | 1:3          | Арджеш                     |
| Решица (2)                     | 0:1          | Динамо (Бухарест)          |
| Газ Метан (2)                  | 4:3 дч       | Чахлеул                    |
| Петролістул (Болдешти) (3)     | 0:3          | Стяуа                      |
| ЧФР Тімішоара (2)              | 2:3          | Спортул Студенцеск         |
| Петролул (Стойна) (3)          | 1:1 пен. 5:4 | Бакеу                      |
| Тракторул (Брашов) (2)         | 1:2          | Інтер (Сібіу)              |
| Петролул (Дрегешань) (3)       | 1:3          | Оцелул (Галац)             |
| Тиргу-Муреш (2)                | 2:0          | Політехніка (Ясси)         |
| Петролул (Плоєшті)             | 4:1          | Університатя (Клуж-Напока) |
| Брашов                         | 0:1          | Фарул (Констанца)          |

## 1/8 фіналу
| Команда 1           | Рахунок | Команда 2                |
| ------------------- | ------- | ------------------------ |
| 20 грудня 1995      |         |                          |
| Стяуа               | 3:0     | Петролул (Стойна) (3)    |
| Петролул (Плоєшті)  | 2:1     | Фореста (Фелтічень) (2)  |
| Націонал (Бухарест) | 2:0     | Тиргу-Муреш (2)          |
| Глорія (Бистриця)   | 3:1     | Арметура (Залеу) (3)     |
| Арджеш              | 1:0     | Данубіана (Бухарест) (3) |
| Динамо (Бухарест)   | 1:0     | Газ Метан (2)            |
| Спортул Студенцеск  | 0:2     | Інтер (Сібіу)            |
| Фарул (Констанца)   | 1:0     | Оцелул (Галац)           |

## 1/4 фіналу
| Команда 1           | Рахунок      | Команда 2          |
| ------------------- | ------------ | ------------------ |
| 13 березня 1996     |              |                    |
| Націонал (Бухарест) | 1:1 пен. 4:2 | Петролул (Плоєшті) |
| Стяуа               | 1:0          | Динамо (Бухарест)  |
| Глорія (Бистриця)   | 2:1          | Фарул (Констанца)  |
| Арджеш              | 1:1 пен. 5:4 | Інтер (Сібіу)      |

## 1/2 фіналу
| Команда 1         | Рахунок | Команда 2           |
| ----------------- | ------- | ------------------- |
| 3 квітня 1996     |         |                     |
| Стяуа             | 4:1     | Інтер (Сібіу)       |
| Глорія (Бистриця) | 2:0     | Націонал (Бухарест) |

## Фінал
| 28 квітня 1996 |

| Стяуа                          | 3:1      | Глорія (Бистриця) |
| ------------------------------ | -------- | ----------------- |
| С.Іліє 59' Букур 77' Гилке 89' | Протокол | Місті 44'         |

| Національний стадіон, Бухарест Глядачів: 25 000 Арбітр: Адріан Порумбою |